# Folques
Folques ist ein Ort und eine Gemeinde in Portugal.

## Geschichte
Der Bischof von Coimbra erlaubte dem 1086 gegründeten Kloster von Arganil im Jahr 1190 den Umzug nach Folques, das sich in der Folge zu einer Ortschaft entwickelte und 1225 erste einfache Stadtrechte erhielt, die 1237 erweitert wurden. Das Augustiner-Kloster blieb von regionaler Bedeutung.
1595 wies Papst Clemens III. den Anschluss des Klosters an das Kloster Santa Cruz in Coimbra an. Das Kloster und damit der Ort Folques verlor danach weiter an Bedeutung, bis das Kloster mit der Auflösung aller religiöser Orden nach dem liberalen Miguelistenkrieg 1834 aufgelöst wurde. Folques blieb danach eine eigenständige Gemeinde im Kreis Arganil.

## Verwaltung
Folques ist Sitz einer gleichnamigen Gemeinde (Freguesia) im Kreis (Concelho) von Arganil im Distrikt Coimbra. In ihr leben 342 Einwohner auf einer Fläche von 18 km² (Stand 19. April 2021).
Folgende Ortschaften liegen im Gemeindegebiet:
| - Alqueve - Bocado - Folques - Mancelavisa - Monte Redondo | - Ponte Nova - Póvoa de Folques - Quinta do Mosteiro - Salgueiro |